# Achille Piccini
Achille Piccini (né à Carrare, le 24 octobre 1911 et mort le 14 février 1995 dans la même ville) est un footballeur et entraîneur italien des années 1930 et 1940.

## Biographie
En tant que milieu, Achille Piccini fut international italien à cinq reprises en 1936 sans inscrire aucun but. Il participa aux Jeux olympiques de 1936, où il fut titulaire dans tous les matchs et il remporta la médaille d'or avec l'Italie.
Il joua dans sept clubs italiens de 1930 à 1946 (Prato AC 1908, AC Fiorentina, SSC Naples, AS Lucchese-Libertas, AS Bari, Carrarese Calcio et Ancône Calcio), sans rien remporter. De même il fut entraîneur de 1947 à 1950 de Calcio Catane et de Drepanum (it), sans rien remporter.

## Clubs

### En tant que joueur
- 1930-1933 : US Carrarese
- 1933-1934 : Prato SC
- 1934-1938 : AC Fiorentina
- 1938-1939 : AC Naples
- 1939-1940 : US Lucchese Libertas
- 1940-1941 : US Bari
- 1941-1944 : US Carrarese
- 1945-1946 : US Anconitana

### En tant qu'entraîneur
- 1943-1944 : US Carrarese |
- 1945-1947 : US Anconitana
- 1947-1948 : CC Catane
- 1949-1950 : AS Drepanum
- 1970-1971 : US Sarzanese

## Palmarès
- Jeux olympiques

- - Médaille d'or en 1936